# Літературно-меморіальний музей-квартира П. Г. Тичини

Меморіальна дошка на будинку в Києві на вулиці Терещенківській

Літературно-меморіальний музей-квартира П. Г. Тичини — музей українського поета Павла Тичини, заснований у Києві 1979 року, відкритий для відвідувачів 27 січня 1980 року. Літературно-меморіальний музей-квартира П. Г. Тичини в місті Києві (ЛММК П. Г. Тичини) — це установа, яка розташована у меморіальному помешканні одного з найвідоміших українських поетів ХХ століття, мово- та літературознавця, перекладача, академіка АН УРСР, державного та громадського діяча, лауреата Державної премії імені Тараса Шевченка (м. Київ, вул. Терещенківська, 5, кв. 1, 3).

## Історія музею
Тичина Павло Григорович (1891—1967) проживав у Києві з 1913 до 1923 року, з 1934 до 1941 та 1944 до 16 вересня 1967 року. За цей час поет змінив кілька помешкань: зйомний «куток» у майбутньої тещі К. К. Папарук за адресою вул. Кузнечна (суч. вул. Антоновича), 107; квартира в будинку «Роліт» вул. Леніна, 68 (суч. Богдана Хмельницького). В 1943 році П. Тичину призначено на посаду наркома освіти УРСР [Тельнюк. С. 329]. У зв'язку з цим поету було надане нове житло — квартиру у будинку по вул. Чудновського, 5 (суч. вул. Терещенківська).
Після смерті Павла Тичини (16 вересня 1967 року) єдиною господинею помешкання стала Лідія Петрівна Папарук — вдова поета. Розуміння значимості постаті Тичини в літературному просторі України та світу, зумовило особливе ставлення Лідії Петрівни до квартири, яка продовжувала зберігати неповторний дух тичинівського генія. Стараннями цієї жінки була збережена не тільки творча спадщина поета, його архів та бібліотека, але й обстановка помешкання, яку організовував ще Павло Григорович. Останньою волею Лідії Петрівни було створення музею на базі квартири.
Після смерті Лідії Петрівни у 1975 році урядом УРСР була створена Комісія по творчій спадщині Павла Тичини на чолі з тодішнім головою Спілки письменників України Василем Козаченком. Протягом кількох років фахівці архівної справи та музеєзнавці упорядковували архів та меморіальні речі поета: меблі, предмети побуту, живопис та інше. 9 січня 1979 року була видана Постанова ЦК КПУ та Ради міністрів УРСР (№ 11) «Про створення в місті Києві Літературно-меморіального музею-квартири П. Г. Тичини».
Для відвідувачів музей відчинив двері 27 січня 1980 року. У 1990-му році, до 100-річчя від Дня народження Павла Тичини, експозицію повернули у квартиру № 3, де й проживав поет. До цього часу меморіальні речі та бібліотека через низку обставин розміщувалися в квартирі № 1.
За майже чотири десятиліття діяльності музею, його очолювали племінниця Павла Тичини Ірина Дмитрівна Блюдо, внучата племінниця Тетяна Вікторівна Сосновська, Григорій Григорович Донець, Слизюк Євгенія Володимирівна (12.2016 - ).

### Експозиція

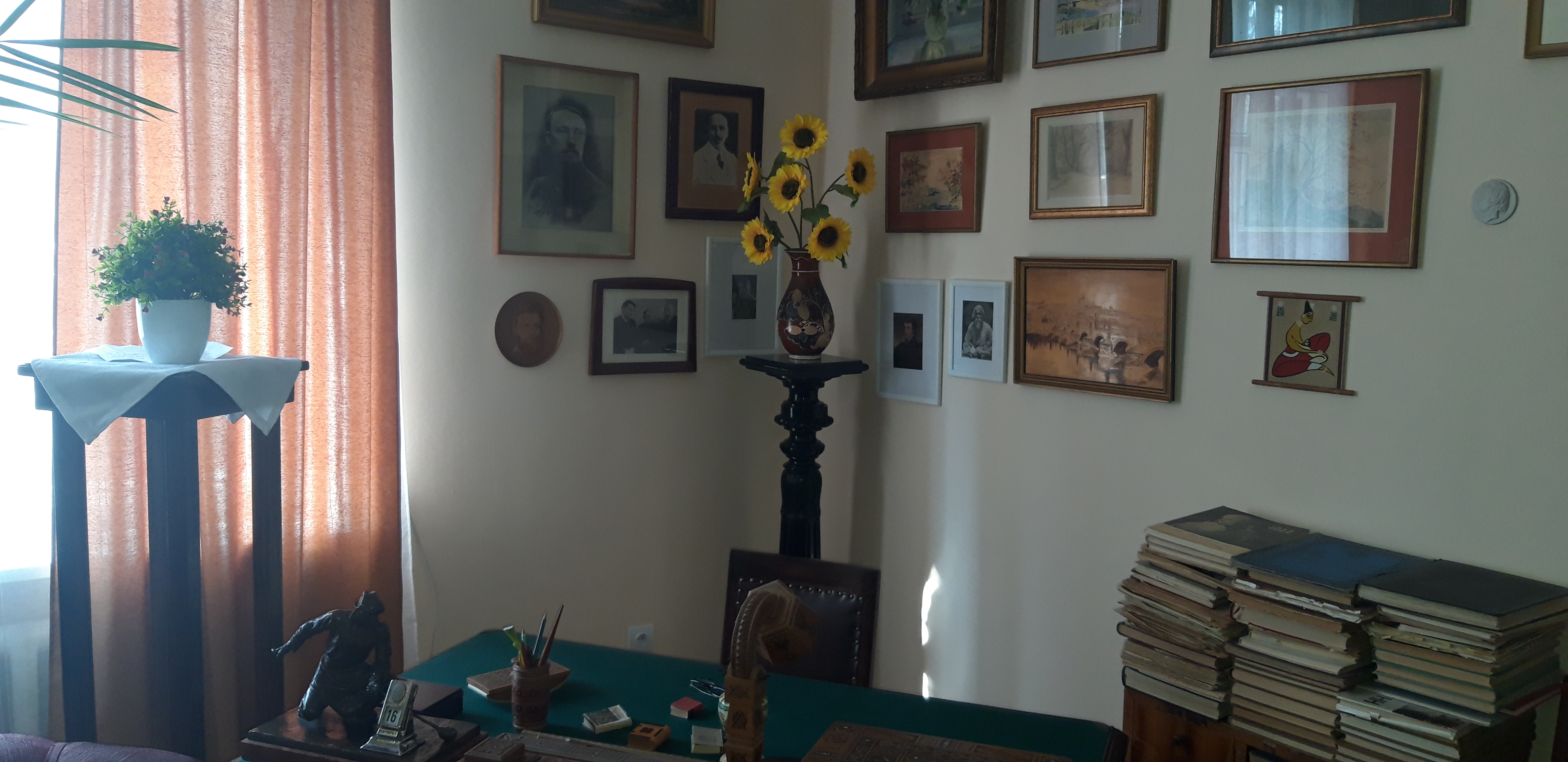
У особистому кабінеті Павла Тичини

Експозиція музею розміщена у п'яти кімнатах меморіальної квартири П. Г. Тичини. В її основу покладено ансамблевий принцип, що дозволило зберегти максимальну автентичність розміщення предметів в інтер'єрах та зберегти «присутність» поета. В робочому кабінеті — офіційні приймальні поета зберігаються книги, музичні інструменти, художня колекція (твори О. Шовкуненка, М. Глущенка, В. Касіяна, М. Дерегуса, О. Кульчицької, Ю. Михайліва та ін.). Тут експонується кларнет — профільний музичний інструмент, на якому П. Тичина грав у роки навчання в Чернігівській семінарії. Цей музичний інструмент став знаковим у творчості митця — перша збірка поезії П. Тичини, видана у 1918 (фактично у 1919 р.), носила назву «Сонячні кларнети», а сам стиль ранньої поезії Тичини літературознавці характеризують спеціальним терміном — «кларнетизм». У квартирі відвідувачі можуть відкрити для себе Тичину — художника. Тут представлено 12 малюнків поета, в тому числі автопортрет, виконані в різні періоди життя. Інтер'єри прикрашають родинні фото та значна кількість творів народного декоративно-образотворчого мистецтва: килими, кераміка, вишивка, предмети з дерева, прикрашені різьбою.
В експозиції також відображено побут української творчої інтелігенції середини ХХ століття. Серед меморіальних речей збережено характерні для епохи посуд, техніку, умеблювання, а також ексклюзивні статусні речі, подарунки колег з різних країн світу.
Меморіальна бібліотека П. Тичини налічує 21101 екземпляр друкованої продукції, більшість з яких — книги. Хоча вони розміщені по всій експозиції, значна частина експонується у одній кімнаті. До бібліотеки П. Тичини входять стародруки (Твори Еразма Ротердамського 1729 р.), підбір української, європейської, східної класики в оригіналах та перекладах, роботи з історії та літературознавства, величезна кількість довідкової літератури. Окремої уваги заслуговують авторські примірники прижиттєвих публікацій П. Тичини: його збірок, перекладів, публіцистики, розміщених у двох книжкових шафах.

## Фонди
До складу основного фонду входить частина рукописної спадщини та архіву поета (решта — фонд П. Тичини в ЦДАМЛМ), серед якої автографи поезії, щоденникові записи та нотатки П. Тичини; листування з дружиною, братами, діячами культури, іншими особами. Також зберігаються задокументовані спогади про поета, рукописи творів, присвячених П. Тичині.
Окрему групу зберігання складають фотографії та негативи, що фіксують різні миттєвості життя героя.
Значна частина основного фонду представлена колекцією творів образотворчого мистецтва. Це роботи В. Вечерського, С. Вовка, М. Гроха, В. Лопати, В. Гарбуза та ін.
Друковані матеріали, зібрані у фондах, розкривають процес вивчення життєвого та творчого шляху П. Тичини, розвитку української літератури та літературознавства.

## Діяльність
Діяльність Літературно-меморіального музею-квартири П. Г. Тичини, насамперед, спрямована на збереження пам'яті та популяризації творчості українського поета, громадського та культурного діяча. За майже сорокаліття свого існування музей реалізовував багаточисленні заходи та проєкти. 3 1985 року в травні проводилося літературно-мистецьке свято «Мій травню золотий». За період 2011—2014 року музей створив майже 100 різноманітних проєктів.
Музей запропонував відвідувачам щомісячні моноспектаклі в меморіальній квартирі «Сріблясті голуби у небесах», а з лютого 2015 «Постать у шпаринці життя» (автор тексту: Тетяна Сосновська, виконує: заслужений артист України Євген Нищук).
З 2014 року в музеї виокремлений та діє вільний літературний музейний простір «Двокрапка».
Вивчивши[коли?] досвід та практики Літературно-меморіального музею-квартири Павла Тичини в м. Києві, суддівська колегія Європейського Музейного форуму (зі штаб-квартирою у Парижі) номінувала[коли?] Музей на участь у конкурсі «Найкращий європейський музей-2015».
На постійній основі співробітниками проводяться оглядові екскурсії меморіальним помешканням поета, в яких розкриваються загальні риси життєвого та творчого шляху «яблуневоцвітного генія», а також тематичні екскурсії, присвячені окремим його аспектам. В музеї постійно відбуваються літературні вечори, концерти, виставки предметів з фондосховища та творів українських митців.
Традиційними є вечори пам'яті П. Тичини 27 січня (день народження) та 16 вересня (день переходу до вічності).
Успішно реалізовуються пізнавальні проєкти, в тому числі й інклюзивні. Ще одним аспектом діяльності є різнопланові майстер-класи, спрямовані на різну вікову аудиторію. В останні роки активно розробляються альтернативні форми комунікації музею та відвідувача, серед яких домінують музейно-паркові інтелектуальні літературо- та києвознавчі квести.
У музеї з 2012 року діє перший музейний  буккросинг, який у 2013 та 2014 визнавався інфомаційним ресурсом «The Village» [ким?] найкращим у Києві[джерело?].
З 2013 року музей брендований за всіма вимогами європейського брендингу[джерело?].
Відвідувачі Музею-квартири мають можливість користуватися мережею Wi-Fi.
У музеї діє крамниця, у якій можна придбати книги, видані музеєм та брендову музейну сувенірну продукцію. Також у музейній крамниці можна придбати книги видавництв: «Основи», «Наукова думка», «Видавництво Старого Лева».
Усі заходи детально анонсуються та висвітлюються на сторінках музею у соціальних мережах Facebook, Instagram та власному сайті.

## Директор
Онопрієнко Юлія Іванівна (2024 рік).